# Perimenopausa
La perimenopausa è il periodo che precede la menopausa. Si caratterizza con le prime irregolarità del ciclo mestruale, e termina dopo 12 mesi consecutivi di assenza del ciclo. Da questo momento in poi la donna entra in menopausa. La perimenopausa è di durata variabile (mesi o anche anni) e si presenta normalmente tra i 45 e i 55 anni. Tuttavia, in alcune donne, già dai 40 anni o addirittura già dai 30, si può iniziare a notarne i segni. I periodi mestruali possono diventare irregolari, più lunghi, più corti, più pesanti, più leggeri, e a volte a distanza di meno di 28 giorni l'uno dall'altro. Si possono verificare anche sintomi simili a quelli propri della menopausa, come vampate di calore, disturbi del sonno e secchezza vaginale.

## Sintomi
Sono considerati sintomi della perimenopausa, una serie di disturbi causati principalmente dal naturale calo degli estrogeni, che accompagna la donna dall'età fertile alla menopausa, nel corso di circa una decina d'anni.
- Irregolarità mestruale: gli intervalli tra i periodi possono diventare più lunghi o più corti e il flusso può essere scarso o abbondante, o del tutto assente per uno o più mesi.
- Vampate di calore: intensità, durata e frequenza di tali sudorazioni possono variare da donna a donna, ma anche da un mese all'altro[3]. Generalmente un singolo episodio dura 1-5 minuti, la temperatura cutanea aumenta a causa della vasodilatazione[4]. La sensazione viene descritta come un'ondata di calore che pervade tutto il corpo ma in particolare la parte superiose e il viso. È presente una sudorazione abbondante[5].
- Aumento del peso: che può arrivare fino a 10–12 kg,  dovuto alle modificazioni metaboliche ormono-dipendenti.
- Disturbi del sonno, sbalzi d'umore, irritabilità o aumento del rischio di depressione sono abbastanza frequenti durante la perimenopausa.[6]
- Secchezza vaginale, calo della libido e disturbi urogenitali, anche in questo caso dovuti alla diminuzione dei livelli di estrogeni, possono portare i tessuti vaginali a perdere lubrificazione ed elasticità, rendendo i rapporti sessuali dolorosi. I bassi livelli di estrogeni, inoltre, possono anche rendere più vulnerabili alle infezioni urinarie o vaginali e la perdita di tono dei tessuti può contribuire a incontinenza urinaria.

## Terapie
Per contrastare i disturbi della perimenopausa sono possibili 2 approcci:
- le terapie ormonali (che necessitano della prescrizione medica) a base di estrogeni e progestinici[8], con contraccettivi ormonali o con i progestinici intrauterini o sottocutanei: queste terapie regolarizzano i periodi mestruali e hanno l'effetto di ridurre vampate di calore e secchezza vaginale.
- le integrazioni a base di fitoestrogeni come gli isoflavoni di soia, il trifoglio rosso, e, in base a recenti acquisizioni scientifiche, la soia fermentata con l'equolo[9] che ha la funzione di ridurre i sintomi vasomotori, a base di erbe come la passiflora[10] che ha effetti positivi su umore, irritabilità e insonnia, e a base di antiossidanti come il resveratrolo e la quercetina[11] che aiutano a contrastare l'aumento del peso.